# Guillem de Malmesbury

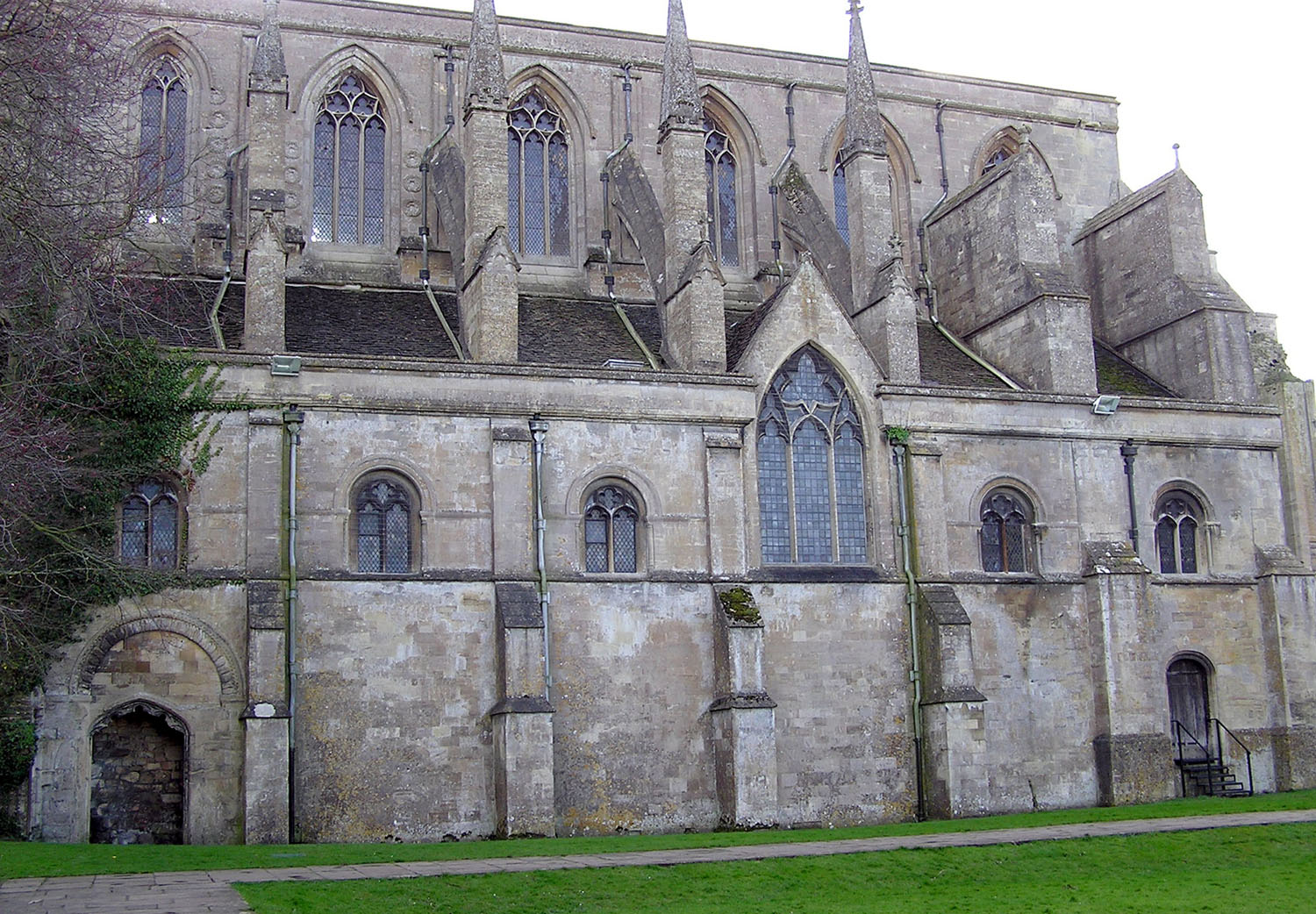
Vista de l'abadia de Malmesbury a Wiltshire, Anglaterra. L'abadia es va acabar el 1180.

 Guillem de Malmesbury (ca. 1080/1095 - ca. 1143), historiador medieval anglès del segle xii, que va néixer cap al 1080/1095 a Wiltshire. El seu pare era normand i la seva mare anglesa. Va passar tota la seva vida a Anglaterra, com monjo a l'abadia de Malmesbury.
Va escriure una història que està dividida en dues parts: La Gesta regum anglorum  (Fets dels reis anglesos (449-1127)) escrita cap 1120, i la Historia Novella (Nova història (1128-1142)), escrita cap al 1141. Aquesta segona part, relativa a fets contemporanis i la guerra civil entre Esteve I i la reina Matilde, és bastant imparcial, tot i haver estat escrita sota els auspicis interessats de Robert de Gloucester, que va ser un participant directe en els esdeveniments.
Després va escriure la Gesta Pontificum anglorum (Fets dels bisbes anglesos) el 1125. També va escriure sobre diverses matèries teològiques.